# Fluggänsemodell
Das Fluggänsemodell (auch Gänseflugmodell, japanisch 雁行形態論 Gankō Keitairon, englisch flying-geese model) ist ein von Kaname Akamatsu entwickeltes Erklärungsmodell aus der Wirtschaftsgeographie bzw. der Wirtschaftsgeschichte. Es dient zur Veranschaulichung der wirtschaftlichen Entwicklung am Beispiel einiger asiatischer Länder, besonders der Tigerstaaten.

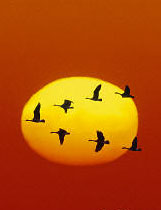
Gänse im Formationsflug, der dem Modell den Namen gab

Dieses Modell bezieht sich auf das Starten (Take Off) und In-Formation-Fliegen der Gänse. Dieses Verhalten ist auch typisch für diese Staaten. Wie die Gänse startete zunächst ein Land, Japan, mit dem Wirtschaftsaufschwung und die anderen folgten seinem Beispiel.
Typisch ist folgende zeitliche Abfolge:
- zunächst Abhängigkeit des Landes von Importen
- Importsubstitution durch Einführung von Leichtindustrie
- dadurch geringe Binnennachfrage (nach Importen)
- Exportförderung durch arbeitsintensive Produktion
- Importrestriktionen (Einfuhrzölle) der Abnehmerländer; steigende Löhne und dadurch Konkurrenz durch andere Niedriglohnländer
- Kopplung der Importsubstitution und Exportförderung durch kapital- und humankapital-intensive Produktion
- steigende Löhne und Konkurrenz durch andere Schwellenländer; geringe Wettbewerbsfähigkeit in Bezug auf Innovationen
- Intensivierung der High-Tech-Branchen bis zur Wettbewerbsfähigkeit mit den anderen Industrieländern

Nach diesem Muster konnten mehrere Länder als ‚Reihen‘ hinter Japan aufsteigen:
- Als ‚Anführer‘ Japan
- Die Tigerstaaten Südkorea, Taiwan, Hongkong und Singapur
- Die Pantherstaaten Malaysia, Thailand, Indonesien und die Philippinen
- Der ‚Drachenstaat‘ China
- Vietnam, Indien, Pakistan, Bangladesch

## Kritik
Kritiker werfen dem Modell vor, dass es trotz seiner Anschaulichkeit einen rein beschreibenden Ansatz verfolgt und die Ursachen und spezifischen Rahmenbedingungen der volkswirtschaftlichen Entwicklung im Zeitverlauf vernachlässigt.
Im Zuge der durch die Asienkrise verursachten "Turbulenzen" wurde kritisiert, dass die Parallelen zwischen asiatischen Schwellenländern offenbar nicht in der Ähnlichkeit ihrer Wirtschaftsstrukturen bestehen können, sondern in einer ähnlichen Positionierung in der Weltwirtschaft begründet seien. Die vielfältigen wirtschaftlichen und gesellschaftlichen Unterschiede waren demzufolge dafür verantwortlich, dass „die Vorstellung eines 'Formationsfluges' der 'pazifischen Fluggänse' heute ad acta gelegt werden [müsse]. Zu ungeordnet sind ihre Flugbahnen, zu verschieden die Flugmanöver und fliegerischen Fähigkeiten.“ (Markus Pohlmann: Die Entwicklung des Kapitalismus in Ostasien und die Lehren aus der asiatischen Finanzkrise, S. 377)